# Teoría euántica
En Botánica, la teoría euántica del origen de las angiospermas postula que ese grupo de plantas se ha originado a partir de representantes de las Cycadeoidopsida, un grupo de plantas extintas similares a las cicadófitas actuales. Su principal argumento es que ese grupo de plantas presentaba flores hermafroditas, como las que se consideran más antiguas entre las angiospermas. Su principal escollo, no obstante, es la diferente estructura de los primordios seminales en ambos grupos.
En la actualidad se mantiene la llamada teoría euántica modificada la que plantea que las angiospermas se han originado a partir de las pteridospermas. Esa teoría se apoya en varios aspectos de la morfología floral que son comunes en ambos grupos, tales como los sacos polinicos, las estructuras que envuelven a los óvulos y los estambres. Hay que destacar que no se han encontrado fósiles intermedios entre pteridospermas y angiospermas por lo que cabe la posibilidad de que las semejanzas entre ambos grupos se deba a evolución paralela.